# Allan Holdsworth
Allan Holdsworth (Bradford, West Yorkshire, 6 de agosto de 1946 - Vista, Califórnia, 15 de abril de 2017) foi um guitarrista de jazz fusion, compositor e arranjador britânico.

## Carreira
Pioneiro no uso da SynthAxe (uma guitarra sintetizada), Allan fez parte de grupos como Tempest, Soft Machine e Bruford. Na carreira solo, se dedicou principalmente à música instrumental, e lançou mais de 15 discos entre 1976 e 2017, com destaques para Metal Fatigue, de 1985, e Secrets, de 1989. Apontado como um dos maiores nomes da guitarra em todos os tempos, sua obra trouxe uma série de evoluções nas técnicas da guitarra elétrica, incluindo sequências de escalas e progressões de acordes nunca antes experimentadas. Por conta disso, ele é citado como uma das influências de guitarristas como Steve Vai (que o considera como o maior guitarrista de todos os tempos), Eddie Van Halen, Joe Satriani, Greg Howe, Shawn Lane, Richie Kotzen, John Petrucci, Alex Lifeson, Kurt Rosenwinkel, Yngwie Malmsteen, Michael Romeo, e Tom Morello.
Não à toa, em 2008, Allan apareceu na 1a posição da lista The 50 Greatest Guitarists... Ever!, elaborada pela revista Gigwise.

Allan morreu no dia 15 de abril de 2017, aos 70 anos de idade. Sua morte foi noticiada por sua filha, Louise Holdsworth, via facebook:
"É com o coração pesado que informamos a todos a morte de nosso amado pai. Pedimos privacidade e tempo para que possamos superar a perda de nosso pai, avô, amigo e gênio da música" diz a nota.

## Dentre os mais conhecidos solos de Allan estão
- "Red Alert" and "Fred" (Believe It, The New Tony Williams Lifetime)
- "Hazard Profile Parts l-V" (Bundles - Soft Machine)
- "Nostalgic Lady" (Enigmatic Ocean, Jean-Luc Ponty)
- "Five G" (One of a Kind, Bill Bruford)
- "Radio-Free Albemuth" (Radio-Free Albemuth, Stuart Hamm)
- "Out from Under" (IOU, IOU)
- "Three Sheets to the Wind" (Road Games, Allan Holdsworth)
- "Devil Take the Hindmost" (Metal Fatigue, Allan Holdsworth)
- "Pud Wud" ("Sand", Allan Holdsworth)
- "The Sixteen Men Of Tain" ("The Sixteen Men Of Tain", Allan Holdsworth)
- "The Things You See (When You Haven't Got Your Gun)" ("All Night Wrong", Allan Holdsworth)

## Bandas das quais fez parte
- Tempest
- Soft Machine
- Soft Works
- Gong
- Pierre Morlen's Gong
- Gongzilla
- UK
- Planet X

## Legado e técnica
Dono de um estilo inconfundível, Allan foi o guitarrista inglês que mais influenciou as últimas gerações de guitarristas do rock progressivo e do jazz-rock. Não a toa, certa vez Frank Zappa, disse que, “Allan é sem dúvida um dos grandes guitarristas do planeta, inovador e com uma técnica única e interessante, genial”. Conforme a revista BassPlayer Brasil, "conhecido no meio do fusion como um de seus maiores expoentes, Allan Holdsworth é dono de uma concepção musical única. Explora elementos harmônicos, como empilhamentos alternativos e simetrias, num fraseado que lembra muito o de John Coltrane, Cannonball Adderley e outros grandes mestres do jazz. Ele sempre foi exigente consigo mesmo e com os músicos que passaram por sua banda, incluindo Jeff Berlin e Jimmy Johnson."
Segundo o crítico musical Regis Tadeu, "musicalmente, ele esteve próximo da genialidade. Suas linhas harmônicas e melódicas eram de tal forma belas e desconcertantes ao mesmo tempo que a audição de seus discos era uma experiência única."
Para a revista Obvious Mag, "sua técnica, baseada principalmente no legato, é uma das mais apuradas no mundo da música. Mesmo assim é muito raro ouvir uma de suas faixas no rádio, seja no Brasil, seja no Reino Unido, país onde ele nasceu. Discos como Metal Fatigue e Heavy Machinery são clássicos modernos. Na verdade, desconhecer o trabalho de Holdsworth é uma espécie de crime para os apreciadores de música. A riqueza harmônica de suas composições e os complicadíssimos solos feitos sobre elas são obrigatórios no currículo de qualquer um que goste das tendências mais contemporâneas do jazz, como o fusion e o jazz rock."

## Discografia

### Carreira solo
Álbuns de Estúdio
- 1976: Velvet Darkness
- 1982: I.O.U.
- 1983: Road Games (EP)
- 1985: Metal Fatigue
- 1986: Atavachron
- 1987: Sand
- 1989: Secrets
- 1992: Wardenclyffe Tower
- 1993: Hard Hat Area
- 1996: None Too Soon
- 2000: The Sixteen Men of Tain
- 2001: Flat Tire: Music for a Non-Existent Movie

Ao Vivo
- 1997: I.O.U. Live (não autorizado)
- 2002: All Night Wrong
- 2003: Then!

Compilações
- 2005: The Best of Allan Holdsworth: Against the Clock
- 2017: Eidolon: The Allan Holdsworth Collection
- 2017: The Man Who Changed Guitar Forever!

Colaborações
- 1980: The Things You See, com Gordon Beck
- 1988: With a Heart in My Song, com Gordon Beck
- 1990: Truth in Shredding, com Frank Gambale/The Mark Varney Project
- 1996: Heavy Machinery, com Jens Johansson e Anders Johansson
- 2009: Blues for Tony, com Alan Pasqua, Chad Wackerman e Jimmy Haslip (álbum duplo ao vivo)

### Com outros artistas/bandas
'Igginbottom
- 1969: 'Igginbottom's Wrench

Nucleus
- 1972: Belladonna (lançado como álbum solo de Ian Carr)

Tempest
- 1973: Tempest
- 1973: Under the Blossom: The Anthology (2005)

Soft Machine
- 1975: Bundles (membro da banda)
- 1981: Land of Cockayne (músico convidado)

Soft Works
- 2003: Abracadabra

The New Tony Williams Lifetime
- 1975: Believe It
- 1976: Million Dollar Legs

Pierre Moerlen's Gong
- 1976: Gazeuse!
- 1978: Expresso II

Jean-Luc Ponty
- 1977: Enigmatic Ocean
- 1983: Individual Choice
- 2007: The Atacama Experience

Bruford
- 1978: Feels Good to Me
- 1979: One of a Kind
- 1986: Master Strokes: 1978–1985 (compilação)

U.K.
- 1978: U.K.
- 1978: Concert Classics Volume 4 (ao vivo; reeditado de várias maneiras como Live in America and Live in Boston)

Krokus
- 1986: Change of Address (solista convidado em "Long Way From Home")

Stanley Clarke
- 1988: If This Bass Could Only Talk

Chad Wackerman
- 1991: Forty Reasons
- 1993: The View
- 2012: Dreams Nightmares and Improvisations

Level 42
- 1991: Guaranteed

Derek Sherinian
- 2004: Mythology

K²
- 2005: Book of the Dead

### Vídeos
- 1992: REH Video: Allan Holdsworth (VHS, reeditado em DVD in 2007)
- 2002: Live at the Galaxy Theatre (DVD)
- 2007: Live at Yoshi's (DVD)

### Livros
- 1987: Reaching for the Uncommon Chord. Hal Leonard Corporation. ISBN 978-0-634-07002-0.
- 1994: Just for the Curious. Warner Bros. ISBN 978-0-7692-2015-4.
- 1997: Melody Chords for Guitar. Centerstream Publications. ISBN 978-1-57424-051-1.

## Prêmios e indicações
| Ano  | Prêmio        | Categoria                          | Indicação       | Resultado | Ref.   |
| ---- | ------------- | ---------------------------------- | --------------- | --------- | ------ |
| 1984 | Grammy Awards | Best Rock Instrumental Performance | Road Games - EP | Indicado  | [ 22 ] |

### Honrarias
- 1989, 1990, 1991, 1992, 1993 e 1994 - Guitar Player magazine (readers' poll): Best Guitar Synthesist[23]
- 1991 - Guitar Player Magazine's Hall of Fame[24]
- 1993 - "Musician Magazine": 100 greatest guitarists of all time
- 2002 - Guitar World: 100 greatest guitarists of all time
- 2008 - Melhor Guitarrista da História: Revista Gigwise

## Artigos e thesis sobre ele
- Mark Gilbert, « The Reluctant Guitarist », Jazz Journal, 1992.
- Bjørn Schille, Allan Holdsworth  : reshaping harmony (Thesis), University of Oslo, Institute of Musicology, 2011.
- James Rosenberg, “I’d Rather Be Broke and Happy than Miserable and Rich” : The Life and Music of Allan Holdsworth (Thesis), University of Wesleyenne (Middletown), 2013.